# Matheus Dias
Matheus dos Santos Dias, conhecido somente como Matheus Dias, é um jogador de futebol brasileiro que atua como meio-campista pelo Internacional.

## Carreira no clube
Natural de São Paulo, Matheus Dias ingressou nas categorias de base do Internacional em 2021, por empréstimo da Tombense.  Em 21 de dezembro do mesmo ano, foi promovido ao time titular para à próxima temporada.  Apesar de jogar majoritariamente como um meio-campista defensivo, Matheus já atuou como lateral direito. 
Matheus Dias fez sua estreia no time principal em 2 de fevereiro de 2022, pelo Gauchão, entrando no lugar de D'Alessandro no empate fora de casa por 0 a 0 contra o São Luiz .  No dia 28 de abril, o Internacional pagou sua cláusula de rescisão (R$ 500 mil) por 60% dos direitos econômicos do jogador. 
Matheus Dias fez sua estreia no Brasileirão no dia 8 de novembro de 2022, ao substituir Johnny Cardoso na vitória fora de casa por 1 a 0 sobre o São Paulo. 
Renovou seu contrato com o Internacional no, dia 6 de fevereiro de 2023, até o final de 2027. 
No segundo semestre de 2024, foi emprestado para o Nacional da Ilha da Madeira, assinando contrato até junho de 2025.

## Estatísticas de carreira
- Atualizado até 11 Dezembro 2023[8]

| Clube             | Temporada         | Liga              | Liga  | Liga | Estadual | Estadual | Copa  | Copa | Continental | Continental | Outro | Outro | Total | Total |
| Clube             | Temporada         | Divisão           | Jogos | Gols | Jogos    | Gols     | Jogos | Gols | Jogos       | Gols        | Jogos | Gols  | Jogos | Gols  |
| ----------------- | ----------------- | ----------------- | ----- | ---- | -------- | -------- | ----- | ---- | ----------- | ----------- | ----- | ----- | ----- | ----- |
| Internacional     | 2022              | Série A           | 2     | 0    | 1        | 0        | 0     | 0    | 0           | 0           | -     | -     | 3     | 0     |
| Internacional     | 2023              | Série A           | 14    | 0    | 8        | 0        | 3     | 0    | 3           | 0           | -     | -     | 28    | 0     |
| Total de carreira | Total de carreira | Total de carreira | 16    | 0    | 9        | 0        | 3     | 0    | 3           | 0           | 0     | 0     | 31    | 0     |

1. ↑  Jogos na Copa Libertadores

## Honras
Brasil Sub-23
- Jogos Pan-Americanos : 2023